# 불조삼경 (보물 제694-2호)
불조삼경(佛祖三經)은 전라남도 순천시 송광면, 송광사에 있는 고려시대의 목판본 불경이다. 2012년 2월 22일 대한민국의 보물 제694-2호로 지정되었다.

## 개요
『불조삼경(佛祖三經)』은 원나라의 고승인 몽산(蒙山)덕이(德異)가 석가가 설법한『불설사십이장경(佛說四十二章經)』과 석가가 열반에 들어가기 직전에 최후 가르침인『불유교경(佛遺敎經)』, 그리고 중국 위앙종(僞仰宗)의 개창조로 알려진 위산 영우(靈祐)의 어록인『위산경책』을 합집한 책이다. 특히『불설사십이장경』은 석가의 가르침을 42장으로 간추려 설명한 것으로 불교의 경전을 처음 접하는 초보자에게 불교의 교훈적인 가르침을 쉽게 설명하고 있어 불교를 널리 전파하는데 도움을 준 경전으로 알려져 있다.
이 불조삼경(佛祖三經)은 원나라 판본을 저본으로 하여 1361년에 전주(全州)원암사에서 간행한 목판본 1책이다.
이 책의 구성을 보면, 권수에는 원나라 몽산 덕이가 초서로 쓴 서문이 붙어 있고 서문 다음 장에『불설사십이장경』이란 권두서명이 보이고 있으며, 다음의 2행에 역자인 ‘가섭마등(迦葉摩騰)’과 ‘법난(法蘭)’등이,3행에는 주해자인 수수(守遂)가 표시되어 있다. 다음 장에는 송나라 진종(眞宗)이 쓴 『불유교경(佛遺敎經)』에 대한 어제 서문이 실려 있다. 이 서문에 이어『불유교경』의 권두서명이 보이고 있으며, 다음 행에 역자 및 주해자가 표시되어 있다. 그리고『불유교경』에 이어서 장수(張銖)가 1139년에 쓴『위산경책』의 서문이 실려 있고, 서문 다음 장부터 『위산경책』의 경문이 시작되고 있으며, 끝에는 비구 행심(行心)의 지문(誌文)이 수록되어 있어 이 책은 행심이 발원하고 법공(法空)이 간행의 책임을 맡아 윤선(尹善)의 도움으로 1361년에 전주 원암사에서 간행된 사실을 알 수 있다.
현재 국가문화재로 지정되어 있는 고려시대 간본은 전라도 전주 원암사에서 1361년에 간행된 판본과 1384년에 간행된 것 등 2종의 판본이 현전하고 있는 것으로 알려져 있다. 전체적으로 흡사하나 판식의 특징상 판면에 계선의 유무에 따라 확연히 구분된다. 1361년판은 계선이 없고, 1384년판에는 계선이 뚜렷하게 보이고 있다.
운흥사 소장본『불조삼경』은 현존본 중 가장 이른 시기인 1361년에 판각한 책판에서 인출한 책으로서 보존 상태가 양호하고, 고려시대의 불교학 연구의 경향과 인쇄 출판문화의 연구에 중요한 자료가 된다. 

## 같이 보기
- 불조삼경

## 참고 자료
- 불조삼경 - 국가유산청 국가유산포털